# Eresus bifasciatus
Espèce
Synonymes
- Eresus niger bifasciatus Ermolajev, 1937

Eresus bifasciatus est une espèce d'araignées aranéomorphes de la famille des Eresidae.

## Répartition
Cette espèce est endémique de la République de l'Altaï en Russie,.

## Description
Le mâle décrit par Azarkina et Trilikauskas en 2012 mesure 6,30 mm.

## Systématique
Le nom valide complet (avec auteur) de ce taxon est Eresus bifasciatus Ermolajev (d), 1937.

### Publication originale
- (de) W. Ermolajev, « Beitrag zur Kenntnis der altaischen Spinnen », Festschrift Embrik Strand, 1937, vol. 3, p. 596-606.